# Gaston Browne
Gaston Alphanso Browne (Potters Village, 9 de fevereiro de 1967) é um político antiguano, atual Primeiro-ministro de Antígua e Barbuda desde 2014.
 Antes de entrar na política, ele era banqueiro e empresário.
Browne nasceu em 9 de fevereiro de 1967, na ilha gêmea de Antígua e Barbuda. Sua vida como adolescente foi extremamente difícil. Quando criança, ele viveu na fazenda de Gray com sua bisavó paterna, que tinha oitenta anos, na época, parcialmente cega, pobre e envelhecida. Após sua morte, ele cresceu mais tarde em Point, outra área empobrecida.